# Vágner (football)
Pour les articles homonymes, voir Vagner.
Vágner Rogério Nunes, plus communément appelé Vágner est un footballeur brésilien, né le 19 mars 1973 à Bauru. Il évoluait au poste de milieu défensif.

## Biographie

### Carrière en club
Il joue dans six clubs brésiliens sur une période de dix ans : Paulista Futebol Clube, União São João Esporte Clube, Santos FC, Vasco da Gama, São Paulo, Clube Atlético Mineiro. 
En 1997, il tente une première expérience infructueuse à l'étranger à l'AS Roma. Très peu utilisé, il retourne au Brésil. Il retente sa chance avec réussite cette fois en 2000 au Celta Vigo. Il finit quatrième de la Liga en 2003, mais est relégué la saison suivante.

### Carrière en équipe nationale
Sa présence en Europe lui permet d'être sélectionné pour la Coupe des confédérations 2001. Il joue une mi-temps contre le Cameroun (victoire 2-0). Ce sera sa seule cape internationale.

## Palmarès
Santos FC :
- Tournoi Rio-São Paulo : 1997

Vasco da Gama :
- Championnat de Rio de football : 1998
- Copa Libertadores : 1998
- Tournoi Rio-São Paulo : 1999

São Paulo :
- Championnat de São Paulo de football : 2000